# Пилопи
Пилопи — река в России, протекает в Прилузском районе Республики Коми. Устье реки находится в 377 км по правому берегу реки Луза. Длина реки составляет 16 км.
Исток реки в таёжном массиве среди холмов Северных Увалов на юго-западных склонах холма Верховье Пилопи (210 м НУМ) в 12 км к юго-востоку от села Объячево. Река течёт на юго-запад, всё течение проходит по ненаселённому холмистому таёжному массиву. Впадает в Лузу в 10 км к югу от Объячево. Ширина не превышает 10 метров.

## Данные водного реестра
По данным государственного водного реестра России и геоинформационной системы водохозяйственного районирования территории РФ, подготовленной Федеральным агентством водных ресурсов:
- Бассейновый округ — Двинско-Печорский
- Речной бассейн — Северная Двина
- Речной подбассейн — Малая Северная Двина
- Водохозяйственный участок — Юг
- Код водного объекта — 03020100212103000012297